# Hôtel Taschenbergpalais
L'hôtel Taschenbergpalais est un grand hôtel du centre historique de Dresde, en Allemagne. Il est situé près du Château de la Résidence et du Zwinger.

## Histoire
Le bâtiment a été construit de 1705 à 1708 par Johann Friedrich Karcher comme palais pour la comtesse Anna Constanze von Hoym. Il a été détruit en 1945 pendant la Seconde Guerre mondiale, et a été reconstruit de 1992 à 1995. Il s'agissait d'une reconstruction totale, à partir de rien, qui a coûté 127,8 millions d'euros. Le 31 mars 1995, l'hôtel a été ouvert par la chaîne d'hôtels de luxe Kempinski. Il a été le premier hôtel cinq étoiles de Saxe.

## Aujourd'hui
Jusqu'en 2009, l'Hôtel Taschenbergpalais a été membre des Leading Hotels of The World. En 1995, il a reçu le prix du meilleur nouvel hôtel en Allemagne.
En juin 2016, l'hôtel a été le site de la conférence de Bilderberg 2016.

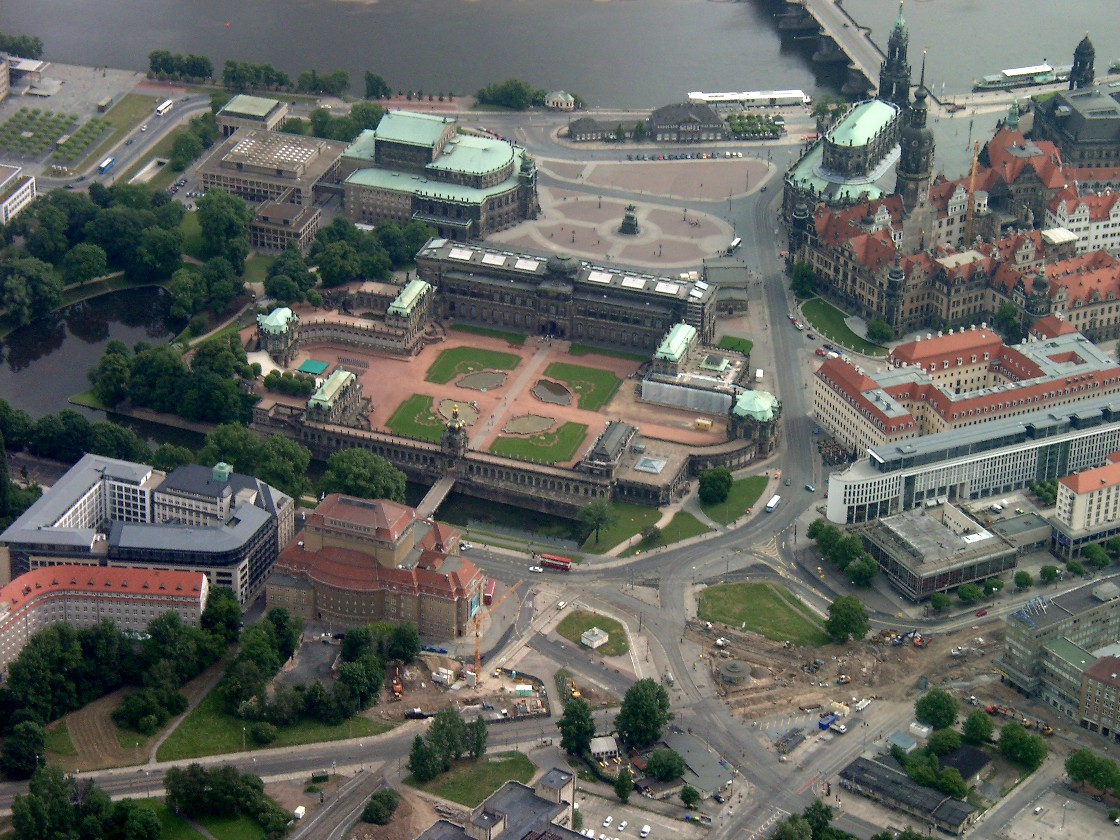
Vue aérienne montrant le Taschenbergpalais (au milieu, à droite de l'image)
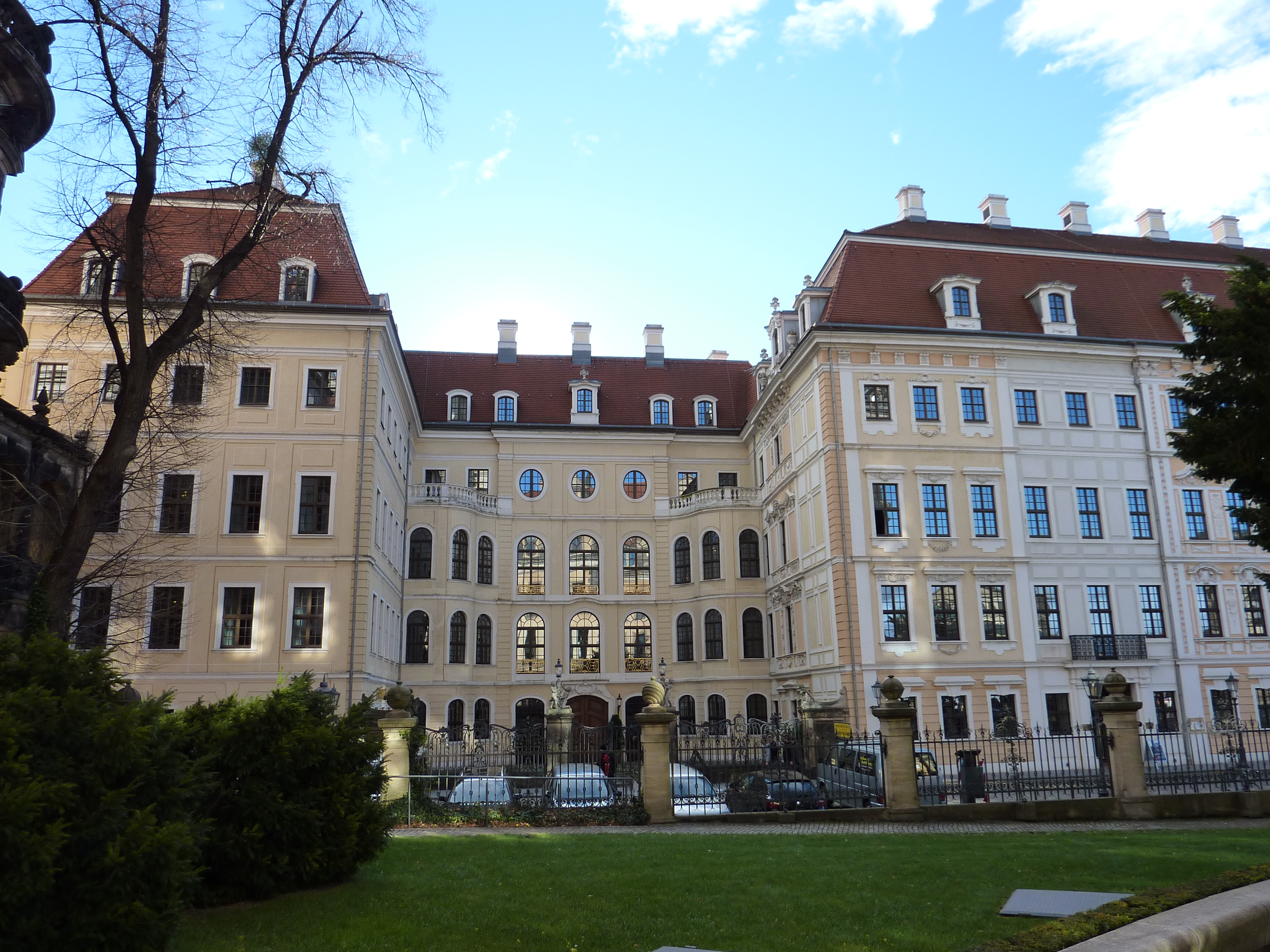
Façade
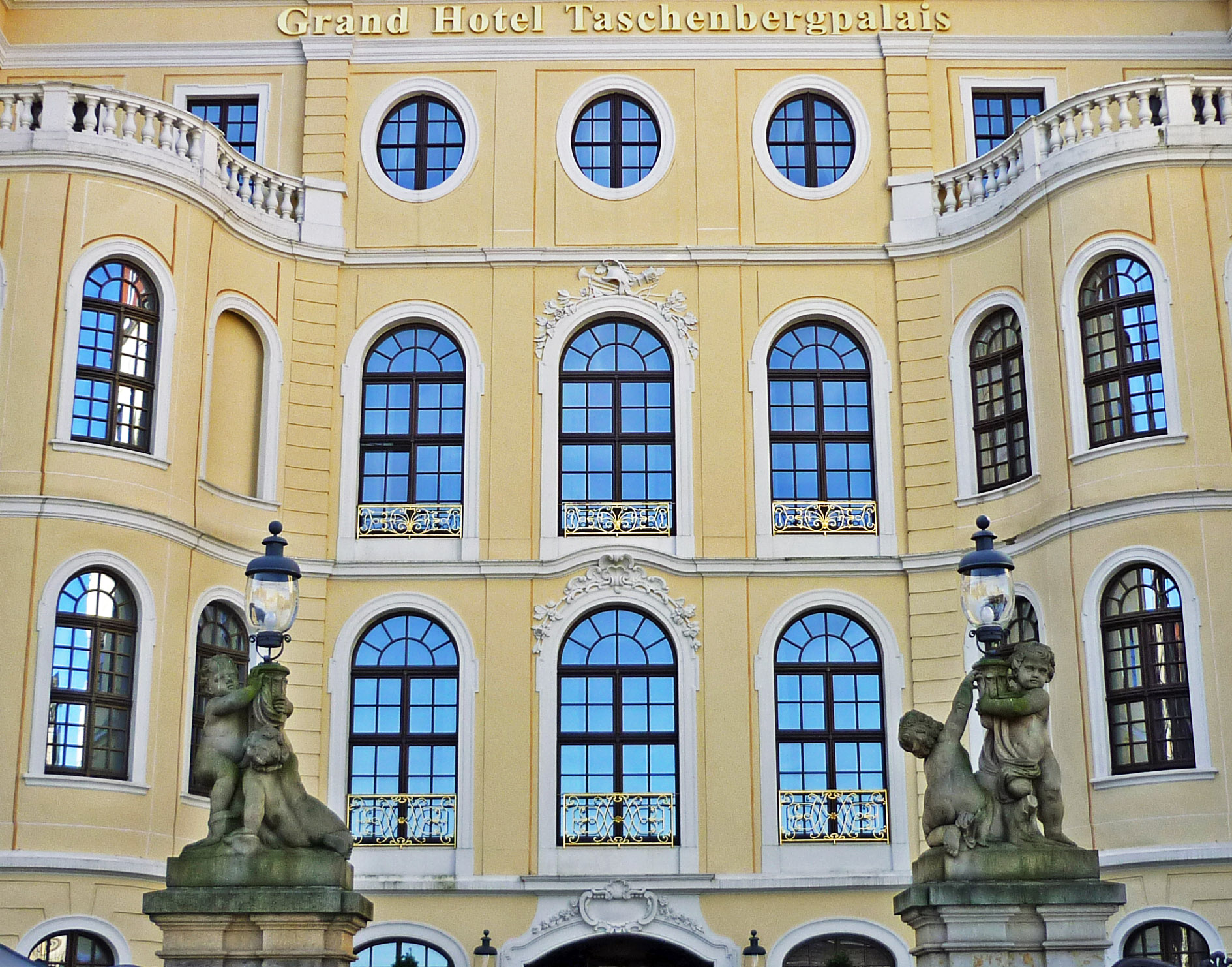
Détail
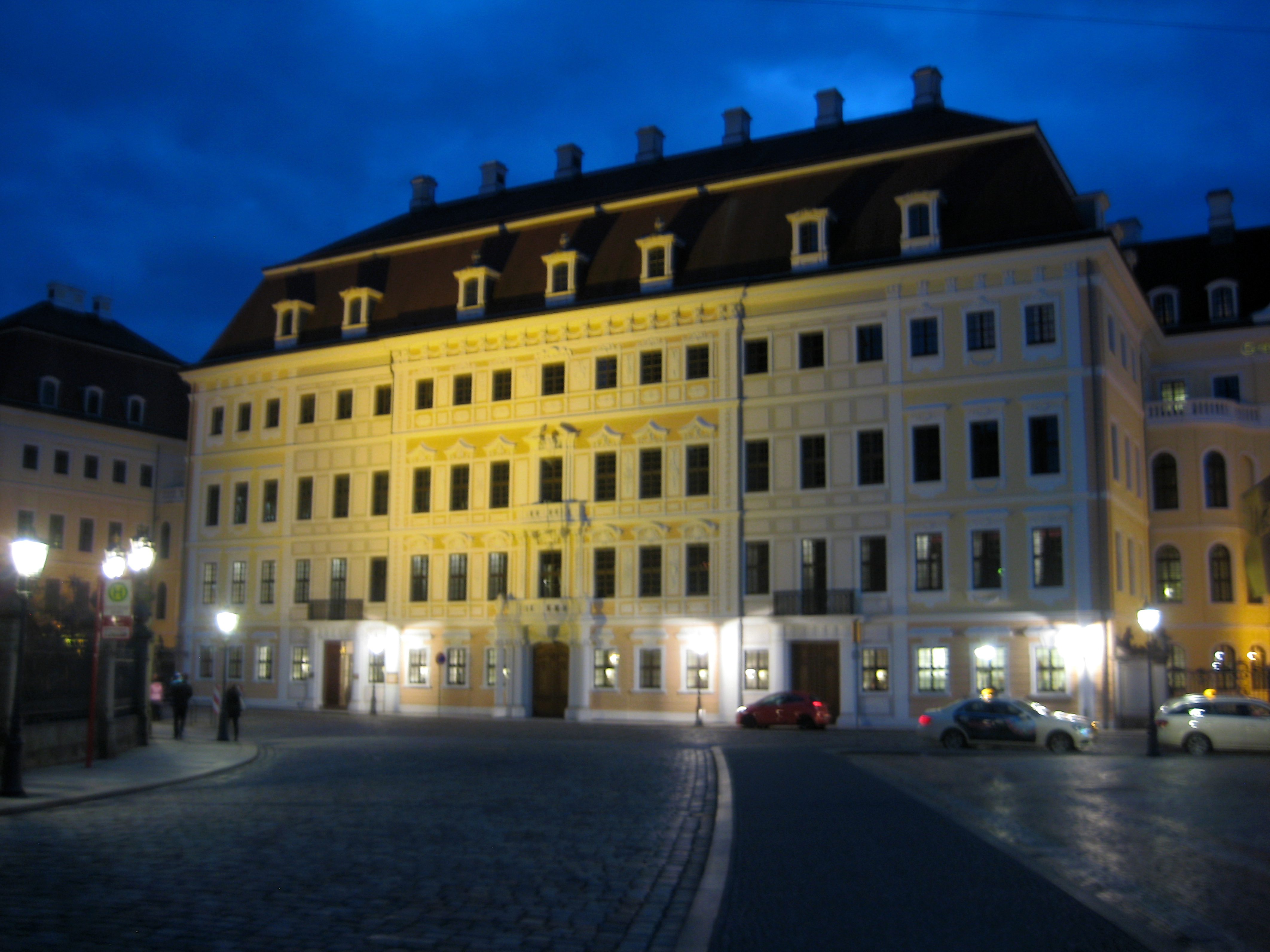
Vue de nuit